# ضيفد راقد
ضيفد راقد (الاسم العلمي: Dyschoriste prostrata) هو نوع من النباتات يتبع جنس الضيفد من الفصيلة الأقنتية.